# Julia Adamowicz
Julia Adamowicz (ur. 15 czerwca 1994 w Poznaniu) – polska koszykarka grająca na pozycji skrzydłowej, obecnie zawodniczka ENEI AZS Poznań.
21 lipca 2017 została zawodniczką Artego Bydgoszcz. 30 maja 2018 dołączyła do Pszczółki Polski-Cukier AZS-UMCS Lublin.
25 maja 2020 po raz kolejny w karierze dołączyła do ENEI AZS Poznań

## Osiągnięcia
Stan na 3 listopada 2020, na podstawie, o ile nie zaznaczono inaczej.
Drużynowe
- Mistrzyni Polski juniorek starszych (2013)
- Wicemistrzyni Polski (2018)[6]
- Zdobywczyni pucharu Polski (2018)[7]

Indywidualne
- Najbardziej perspektywiczna zawodniczka EBLK (2018 przyznana podczas finału pucharu Polski)[8]
- Zawodniczka przyszłości EBLK (2018 przyznana podczas finału pucharu Polski)[8]
- MVP kolejki EBLK (1 – 2020/21)[9]

Reprezentacja
- Uczestniczka:
  - kwalifikacji do Eurobasketu (2017)
  - mistrzostw Europy:
    - U–20 (2013 – 12. miejsce, 2014 – 6. miejsce)
    - U–18 (2012 – 14. miejsce)